# Sunken Road Cemetery (Fampoux)
Sunken Road Cemetery is een Britse militaire begraafplaats met gesneuvelden uit de Eerste Wereldoorlog, gelegen in de Franse gemeente Fampoux (departement Pas-de-Calais). De begraafplaats ligt midden in het veld op 830 m ten noorden van het dorpscentrum (Église Saint-Vaast) en is bereikbaar vanaf de weg naar Gavrelle via een onverharde weg van 730 m. Het terrein heeft een onregelmatige vorm en is begrensd door een muur van gekloven silexstenen, afgedekt met ruwe natuurstenen blokken. Het Cross of Sacrifice staat aan de oostelijke muur. De begraafplaats wordt onderhouden door de Commonwealth War Graves Commission.
Er worden 196 doden herdacht, waarvan 26 niet geïdentificeerd kon worden.

## Geschiedenis
Fampoux werd op 9 april 1917 (de eerste dag van de Slag bij Arras (1917)) door de 4th Division veroverd maar tijdens het Duitse lenteoffensief eind maart 1918 terug uit handen gegeven. Eind augustus 1918 werd het door de Britten heroverd.
De begraafplaats werd langs een verzonken weg aangelegd door de Burial officers (dit zijn de officieren die verantwoordelijk zijn voor het registreren en begraven van de gesneuvelden) en gebruikt door gevechtseenheden tussen april 1917 en januari 1918.  
Er liggen 196 Britten (waaronder 26 niet geïdentificeerde). Voor 16 slachtoffers werden Special Memorials opgericht omdat hun graven door artillerievuur werden vernietigd en niet meer teruggevonden werden.

## Graven

### Onderscheiden militairen
- William Rawlinson Garside Holland, onderluitenant bij het West Yorkshire Regiment (Prince of Wales's Own) werd onderscheiden met het Military Cross (MC).
- F. Marsden, korporaal bij het Yorkshire Regiment werd onderscheiden met de Distinguished Conduct Medal en de Military Medal (DCM, MM).
- sergeant Sam Martin, de korporaals D. Dover en William Frank Long en soldaat J. McGarry ontvingen de Military Medal (MM).

### Alias
- soldaat William Herrick diende onder het alias William Harrison bij het Dorsetshire Regiment.